# Bobby Storey
Pour les articles homonymes, voir Storey.
Robert Storey, dit Bobby Storey (1956 - 21 juin 2020), est un homme politique irlandais, membre du Sinn Féin et auparavant membre de l'Armée républicaine irlandaise provisoire (IRA).
Il a été condamné à 25 ans de prison, mais a été libéré avant la pleine exécution de sa peine  en vertu de l'accord du Vendredi saint. Il a joué un rôle important dans l'évasion de la prison de Maze, la plus grande évasion de prison de l'histoire britannique.

## Biographie

### Jeunesse
Sa famille est originaire du nord de Belfast. La famille a dû déménager lorsque Bobby était très jeune en raison des attaques des loyalistes d'Ulster contre le quartier. Le père de Bobby a été impliqué dans les combats des années 1970.
Bobby avait deux frères, Seamus et Brian, et une sœur Geraldine. Seamus s'est échappé de la prison de Crumlin Road en 1971. Seamus et leur père ont été arrêtés après une descente dans leur maison durant laquelle ont été découverts un fusil et un pistolet. Bobby senior a ensuite été libéré mais Seamus a été incarcéré. Il s'est échappé quelques mois plus tard. La famille de sa mère, Peggy, est aussi liée au républicanisme.
Bobby Storey a quitté l'école à l'âge de quinze ans et est allé travailler avec son père pour vendre des fruits. À seize ans, il est devenu membre de l'IRA.

### Prison
Lors de son dix-septième anniversaire, Bobby Storey est interné et détenu à Long Kesh pendant deux ans. Il avait été arrêté 20 fois auparavant mais était trop jeune pour être interné. Il était dans les « Cages », les cabanes Nissen utilisées pour héberger les internés, en octobre 1974, lorsque des prisonniers républicains les incendièrent. Il a été libéré en 1975, mais en 1976 il a de nouveau été arrêté, accusé d'avoir posé une bombe dans l'hôtel Skyways. Détenu pendant treize mois, il a été remis en liberté mais a été arrêté le jour de son procès en quittant le palais de justice et inculpé pour des faits liés à une fusillade.
Les autorités n'ayant pas été en mesure de le condamner, il a été libéré en mars 1977, mais est à nouveau arrêté en août. Il est accusé d'avoir tiré sur deux soldats britanniques. Les accusations ont été abandonnées en décembre. Incarcéré de nouveau en 1978 pour avoir tiré sur un soldat, il a été placé en détention provisoire puis libéré en mai 1979. Storey a ensuite été arrêté à Londres et accusé d'avoir voulu détourner un hélicoptère pour aider Brian Keenan à s'échapper de la prison de Brixton. Il est libéré en avril 1981. En août, il est arrêté en possession d'un fusil après qu'un soldat eut été abattu. Il est condamné à dix-huit ans d'emprisonnement.
Bobby Storey a été impliqué dans l'évasion de la prison Maze en 1983, lorsque 38 prisonniers républicains se sont évadés des H-Blocks. Capturé, il est condamné à 7 ans de prison supplémentaires. Libéré en 1994, il a de nouveau été arrêté en 1996.

### Après la prison
Après avoir passé plus de vingt ans en prison, le plus souvent en détention provisoire, sa libération finale est intervenue en 1998. Bobby Storey s'implique dans la nouvelle stratégie républicaine, devenant président du Sinn Féin pour l'Irlande du Nord.
Le 11 janvier 2005, le député unioniste d'Ulster pour South Antrim, David Burnside, a déclaré à la Chambre des communes britannique en vertu du privilège parlementaire que Storey était le chef du renseignement de l'IRA,,.
Le 9 septembre 2015, Bobby Storey a été arrêté et détenu pendant deux jours à la suite du meurtre de l'ancien volontaire de l'IRA, Kevin McGuigan. Il a été libéré sans inculpation et Storey a déposé une plainte pour arrestation illégale par l’intermédiaire de son avocat.

### Mort
La mort de Bobby Storey a été annoncée le 21 juin 2020 par la présidente du Sinn Féin, Mary Lou McDonald. À cette occasion, elle lui a rendu hommage, le considérant comme « un grand républicain ».

## Référence culturelle
Dans le film Les Évadés de Maze réalisé par Stephen Burke, sorti en 2017 et mettant en scène  l'évasion de 1983, Bobby Storey a été interprété par l'acteur irlandais Cillian O'Sullivan. Ses obsèques se déroulent le 30 juin à Belfast Ouest, un quartier républicain de la ville, et rassemblent 1800 personnes ce qui déclenchent une polémique encouragée par le DUP du fait des restrictions liés à l'épidémie de coronavirus.